# Kami-sama no Inai Nichiyōbi
Kami-sama no Inai Nichiyōbi (神さまのいない日曜日 lit. Domingo sin Dios?), también conocida por su abreviación Kaminai (神ない?), es una serie de novelas ligeras japonesas escrita por Kimihito Irie, con ilustraciones de Shingo.   
La editorial Fujimi Shobo ha publicado siete volúmenes de Kaminai desde enero de 2010. En noviembre de ese año se inició una adaptación al manga por Abaraheiki, serializada por Dragon Age de la editorial Fujimi Shobo.
La adaptación al anime,  dirigida por Yūji Kumazawa, fue producida por el estudio Madhouse y comenzó a emitirse a partir del 2 de julio de 2013.

## Argumento
Kami-sama no Inai Nichiyōbi cuenta la historia de un mundo que, tras haber sido creado, fue abandonado por Dios un domingo. Nadie nace ni muere en ese mundo, por lo que la única forma de que los humanos puedan encontrar la paz eterna es cuando uno de los llamados protectores de tumbas ponga fin a su vida. 
Ai Astin, una joven protectora de doce años, cambia su destino al encontrarse con Hampnie Hambart, un hombre que extermina a todos los habitantes de su aldea. Desde su encuentro, Ai se embarcará en un extraño viaje con Humpty,  pensando que éste podría ser su progenitor.

## Personajes

### Personajes principales
- Ai Astin (アイ・アスティン Ai Asutin?)

Voz por: Aki Toyosaki
Ai, el personaje principal, es una protectora de tumbas de doce años que hereda el trabajo tras la muerte de su madre. Es ingenua y se preocupa mucho por los demás. 
Ai decide seguir a Hampnie Hambart en su viaje, creyendo que este es su padre, más tarde en el camino, descubre que gran parte de lo que sabe sobre sí misma es una mentira. En el transcurso de la historia, crecerá y cambiará la vida de otros personajes.
- Hampnie Hambart (人喰い玩具（ハンプニー・ハンバート） Hanpunī Hanbāto?) Kizuna Astin (キヅナ・アスティン Kizuna Asutin?)

Voz por: Daisuke Namikawa
Es un hombre extraño de cabello blanco y ojos rojos que aparece en el pueblo de Ai bajo el alias de Hampnie Hambart. Más adelante, revela que Ai no puede ser una verdadera protectora de tumbas, ya que estos seres no poseen familia y carecen de sentimientos. 
Hampnie se convirtió en inmortal 15 años atrás, cuando Dios abandonó el mundo. Posee la habilidad de regenerarse y, a pesar de su aparente personalidad fría, es una persona amable.
Con el tiempo descubrirá qué relación guarda con Ai y Hana y se le revelará que su verdadero nombre es Kizuna Astin. Finalmente cumple su deseo de nacer, vivir y morir feliz junto a su hija.
- Hana (ハナ?)

Voz por: Yūko Gotō y Rina Satou
Es la mujer que Hampnie Hambart ha buscando, con la cual en el pasado compartieron un amorío extramatrimonial. Hampnie la describe como una mujer alegre de unos 34 años, con cabello castaño, rasgos definidos y pecho plano, que siempre reía, se enojaba y lloraba. Después de eso descubre que es la madre de Ai. También es conocida como Alfa.
- Scar (傷持ち（スカー） Kizumochi (Sukā)?)

Voz por: Mamiko Noto
Una protectora de tumbas sin emociones que pasa por el pueblo en busca de los muertos. Con el tiempo se une a Ai en su viaje. A medida que el grupo se detiene en Ortus, recoge a la hermana mayor de Ulla, Celica, y la adopta como una hija. No tiene un nombre real, puesto que "Scar" proviene de una cicatriz en su rostro y ella misma admite que no tiene un verdadero nombre.
- Julie Sakuma Dmitriyevich (ユリー・サクマ・ドミートリエビッチ Yurī Sakuma Domītoriebitch?)

Voz por: Keiji Fujiwara
Amigo de la infancia de Hampnie. Julie escondió a su esposa cuando murió lejos de los protectores de tumbas para evitar su entierro. Hampnie encontró y "mató" a su esposa y a la hija de Julie, por lo que ahora busca vengarse de él. En el transcurso de la historia se unirá a Hampnie y a Ai, además de acercarse a Scar y prometer cuidarla junto con Celica.

### Ciudadanos de Ortus
- Kiriko Zubreska (キリコ・ズブレスカ Kiriko Zuburesuka?)

Voz por: Tetsuya Kakihara
Aprendiz en una oficina gubernamental en Ortus. Fue encontrado durmiendo en la furgoneta de Julie mientras viajaba junto a Ai y Scar. También está muy cerca de la princesa Ulla, siendo su compañero de escuela y su maestro. Está hecho de partes del cuerpo de cinco personas, quienes le pidieron a una bruja tener un hijo. No tiene conocimiento alguno sobre esas cinco personas. 
- Ulla Euleus Hecmatika (ウッラ・エウレウス・ヘクマティカ Urra Eureusu Hekumatika?)

Voz por: Mikako Komatsu
Princesa de Ortus, también conocida como la Ídolo del asesinato. Tiene los ojos vendados y su cuerpo está completamente cubierto. Antes de su nacimiento habría aceptado el último deseo de su madre, quien no puede mantener una interacción normal con los vivos. Ulla, en cambio, anota sus pensamientos o utiliza a Kiriko como medio de comunicación.
- Wreck (Rex 强攻?, Rekkusu)

Voz por: Kenji Hamada
El embajador de los asuntos exteriores especiales de Ortus.
- Pox (Fox 悪疫?, Pokkusu)

Voz por: Nanako Mori
Es la vicecapitana de la Guardia Imperial de Ortus.
- Diva (红雪 Diiva?)

Voz por: Ryoka Yuzuki
El médico real de Ortus.

### Academia Gola
- Alis Color (アリス・カラー Arisu Karā?)

Voz por: Kōki Uchiyama
Un estudiante que desea ayudar a otros a escapar de la academia Gola. Parece tener interés en Ai. Desea salvar a la clase 3-4, que se encuentra atrapada en un bucle desde hace 14 años. Durante la serie se da a conocer que tiene 16 años.
- Dee Ensy Stratmitos (ディー・エンジー・ストラトミットス Dī Enjī Sutoratomittosu?)

Voz por: Eri Kitamura
Una fantasma conocida como la Bruja Occidental que viaja por el mundo dándole excelentes consejos e información a las personas. Acompaña a Alis en su búsqueda para permitir que los otros estudiantes escapen. Posee sentimientos hacia Alis.
- Tanya Swedgewood (ターニャ・スウェッジウッド Tānya Suwejjiuddo?)

Voz por: Asami Imai
Aunque Tanya es ciega, tiene la capacidad de utilizar "Reirigan" (visión espiritual), lo que le permite escuchar los sonidos de los lugares y las cosas, e incluso puede sentir la forma del color.
- Volrath Fahren (ヴォルラス・ファーレン Vorurasu Fāren?)

Voz por: Sayuri Hara
Es una estudiante que posee una excesiva fuerza destructiva.
- Mimieta Gedenburg & Memepo Gedenburg (ミミータ・ゲーデンバーグ、メメポ・ゲーデンバーグ Mimīta Gēdenbāgu, Memepo Gēdenbāgu?)

Voz por: Ai Kakuma
Son dos hermanas con personalidades múltiples debido a una tercera hermana, Momo, que aunque murió y más tarde fue enterrada por un protector de tumbas, en realidad sigue viva en su interior.
- Run Sagittarius (ルン・サジタリウス Run Sajitariusu?)

Voz por: Minami Takahashi
Run puede respirar bajo el agua.
- Hardy (ハーディ Hadi?)

Voz por: Kengo Kawanishi
Un niño gordo que también es el novio de Volrath. Tiene la capacidad de consumir materiales inorgánicos para su propio sustento.
- Geegee Totogi (ギーギー·トートギー Gigi Totogi?)

Voz por: Kotori Koiwai
Su edad real es de 22 años pero, por haber estado dormido durante 10 años, tiene la apariencia de un niño de 12 años.

### Secundarios
- Yōki (ヨーキ?) y Anna (アンナ?)

Voz por: Hirofumi Nojima y Seiyu: Akeno Watanabe
Joven pareja de la villa de Ai, que la cuidaron después de la muerte de su madre hasta la llegada de Hampnie.

## Lanzamiento

### Novela ligeras
Kami-sama no Inai Nichiyōbi comenzó como una serie de novela ligeras escritas por Kimihito Irie, con ilustraciones de Shino. Irie presentó la primera novela de la serie, titulada originalmente Nichiyō no hitotachi (日曜の人達 , lit. Sunday People?), en el 21º Premio Fantasía de Fujimi Shobo en 2009, ganando esta edición. La primera novela fue publicada por Fujimi Shobo, el 20 de enero de 2010 en Fujimi Fantasía Bunko, y siete volúmenes fueron publicados hasta el 20 de abril de 2012.

### Manga
Se ha adaptado al manga por Abaraheiki, serializado por Dragon Age de la editorial Fujimi Shobo. El primer volumen de tankōbon  fue lanzado el 7 de junio de 2011, y tres volúmenes han sido publicados hasta el 9 de agosto de 2013.

### Anime
La adaptación al anime fue producida por el estudio Madhouse y dirigida por Yūji Kumazawa, y comenzó a emitirse el 6 de julio de 2013. El tema de apertura es "Birth" interpretado por Eri Kitamura y el tema de cierre es "Owaranai Melody wo Utaidashimashita." ( 終わらないメロディーを歌いだしました. ? ", "Comienzo a cantar una melodía sin fin.") por Mikako Komatsu.